# Dimos Spetses
Dimos Spetses (Spetses) är en kommun i Grekland.   Den ligger i prefekturen Nomós Piraiós och regionen Attika, i den sydöstra delen av landet, 100 km sydväst om huvudstaden Aten. Antalet invånare är 4 027.